# Scythrops novaehollandiae
Il cuculo becco scanalato o cuculo scanalato  (Scythrops novaehollandiae Latham, 1790) è un uccello della famiglia Cuculidae e unico rappresentante del genere Scythrops.

## Sistematica
Scythrops novaehollandiae ha tre sottospecie:
- Scythrops novaehollandiae fordi
- Scythrops novaehollandiae novaehollandiae
- Scythrops novaehollandiae schoddei

## Distribuzione e habitat
Questo uccello vive in Indonesia e Papua Nuova Guinea.